# Philipp Jacob Spener

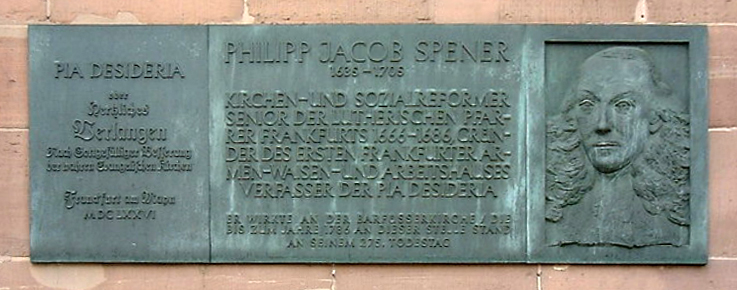
Tablica pamiątkowa na kościele św. Pawła we Frankfurcie nad Menem w 275. rocznicę śmierci

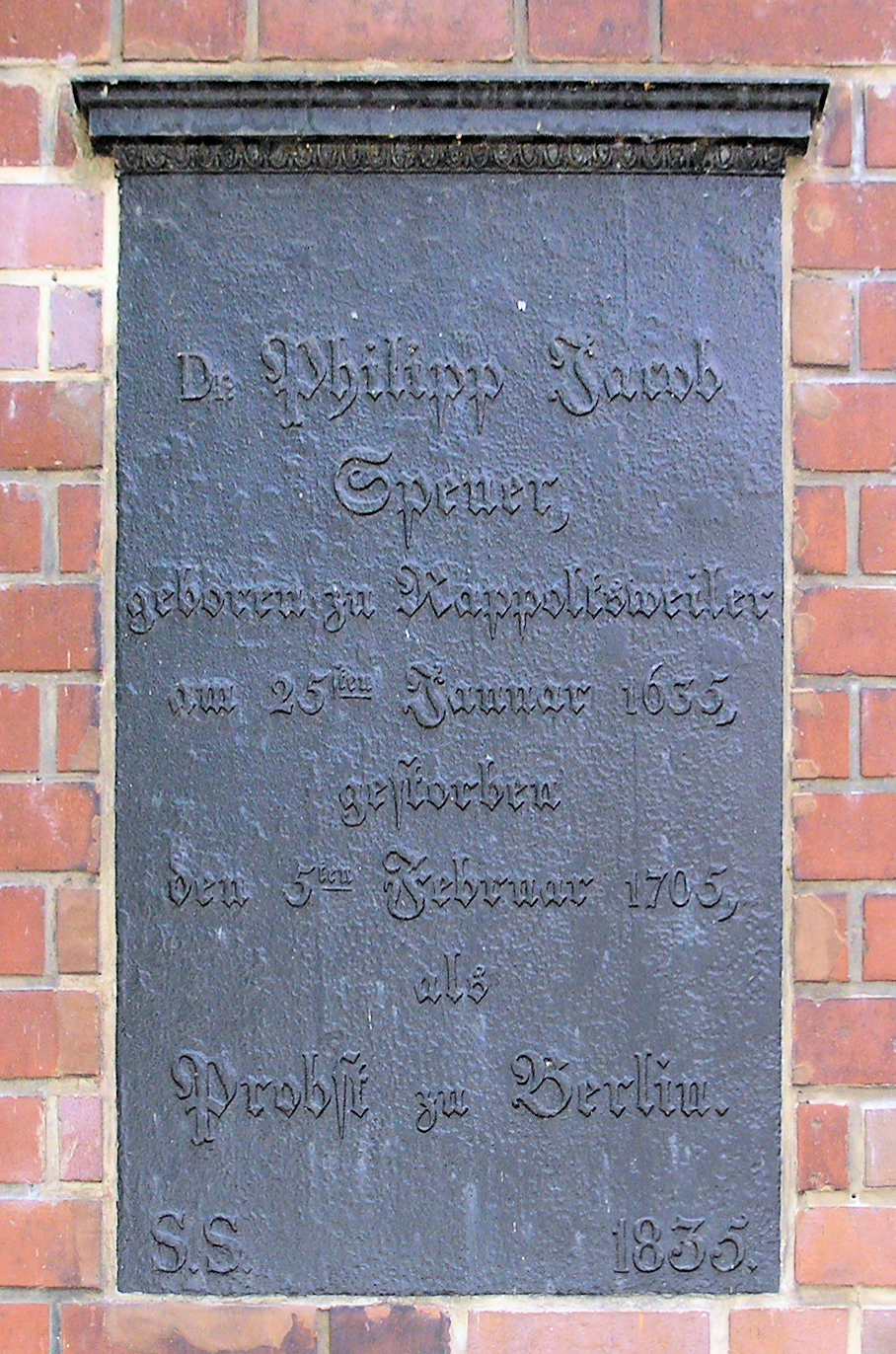
Tablica pamiątkowa na kościle św. Mikołaja

Philipp Jacob Spener (ur. 13 stycznia 1635 w Rappoltsweile, zm. 5 lutego 1705 w Berlinie) – niemiecki luterański teolog i jeden z najbardziej znanych przedstawicieli pietyzmu, genealog XVII wieku i prekursor naukowej heraldyki.

## Życiorys

### Okres alzacki 1635–1666
Urodził się 13 stycznia 1635 w Ribeauvillé (Rappoltsweiler) w Alzacji jako syn Johanna Philippa Spenera – ochmistrza na dworze hrabiego Rappoltstein i Agaty Saltzmann. Wyrósł na dworze hrabiego i pobierał tam lekcje u Joachima Stolla. Miał tam styczność z purytańskimi pismami i książkami Jana Arndta „O prawdziwym chrześcijaństwie”.
Od 1651 do 1659 studiował na uniwersytecie w Strasburgu filozofię, historię i teologię. Pracą o Thomasie Hobbesie pt. De cive uzyskał tytuł magistra. Dla historyków miał znaczenie przez swoje zasługi dla genealogii i heraldyki. Spośród jego nauczycieli teologii należy wymienić Johanna Conrada Dannhauera, na którego dziele Hodosophia Christiana sive Theologia positiva w ciągu swojego życia w dogmatycznych pytaniach dojrzewał.
Zgodnie z panującym wówczas zwyczajem odbył  w latach 1659–1663 podróż naukową odwiedzając m.in. Bazyleję i Genewę, gdzie spotkał Jeana de Labadie. W 1663 został powołany na kaznodzieję w katedrze w Strasburgu, a w 1664 doktoryzował się przedstawiając interpretację Apokalipsy św. Jana 9, 13-21. W tym też dniu poślubił Susannę Erhard (1644–1705), z którą miał jedenaście dzieci.

### Okres frankfurcki 1666–1686
Jego powołanie na seniora frankfurckiego ministerium kaznodziei i kaznodzieję w kościele św. Pawła we Frankfurcie nad Menem zakończyło jego naukową karierę. We Frankfurcie zabiegał o wprowadzenie konfirmacji, przestrzeganie świętowania w niedzielę, jak również kościelnego wychowania, o założenie domów opieki, sierocińców, domów dla robotników. Jego kazania, które naciskały na codzienną wiarę i dyscyplinę pobożności, wywołało różny oddźwięk.  Część go podziwiała, część odrzucała jego poglądy, gdzie widziano zagrożenie luterańskiego usprawiedliwienia. W 1670 doszło do założenia konwentykla Collegia Pietatis, pietystycznej grupy domowej (Hauskreis), której spotkania odbywały się najpierw w jego mieszkaniu, ale od 1682, gdy było coraz więcej zainteresowanych  przeniesiono je do kościoła. Tam wprawdzie odeszli współzałożyciele jak np. Johann Jacob Schütz  i odłączyli się od kościoła luterańskiego.
W  1675 ukazała się jego  „Pia desideria oder herzliches Verlangen nach gottgefälliger Besserung der wahren Evangelischen Kirche samt einigen dahin einfältig abzweckenden christlichen Vorschlägen“, najpierw jako przedmowa do postylli ewangelickiej Jana Arndta, jednak z powodu dużego zainteresowania ukazała się później jako osobne dzieło.  Obok różnych zbiorów kazań Spener opublikował jako ważne teologiczne pisma „Die allgemeine Gottesgelehrtheit aller Gläubigen und rechtschaffenen Theologen” (1680)  i „Die evangelische Glaubensgerechtigkeit” (1684).

### Okres drezdeński 1686–1691
W 1686 został głównym kapelanem dworu saksońskiego w Dreźnie i przez to  piastował jedno z najznakomitszych  stanowisk w ówczesnym luteranizmie. Nie organizował tam żadnych spotkań typu  Collegia pietatis, lecz skoncentrował się na pracy katechetycznej. W tym czasie zaprzyjaźnił się z Augustem Hermannem Francke, z którego działalnością w Lipsku, jako pietysty, związane były ostre sprzeciwy ortodoksyjnych luteran. Spener bywał jeszcze w Dreźnie, ale częściej w Berlinie ze swoim wpływowym mecenasem i protektorem.

### Okres berliński 1691–1705
Z powodu różnic  z księciem Janem Jerzym III Wettynem, Spener chętnie  przyjął  w 1691 stanowisko prepozyta i radcy konsystorza przy kościele św. Mikołaja w Berlinie. Chociaż nie organizował sam zebrań,  to został orędownikiem pietyzmu. Kilkoma pismami bronił sprawę pietyzmu przeciw atakom luterańskich ortodoksów. Przy reformowaniu uniwersytetu w Halle popierał kandydaturę Augusta Hermanna Francke reprezentującego pietyzm na stanowisko profesora. Również używał swoich wpływów przy obsadzaniu stanowisk pastorów w Brandenburgii, popierając kandydatów związanych z pietyzmem.
W ostatnich latach życia opublikował część ze swojej obfitej korespondencji jako „Theologische Bedenken“ (Teologiczne rozważania) (1700). Kolejne części korespondencji zostały wydane pośmiertnie jako „Consilia et iudicia theologica“ (1709 łacińskie listy) i „Letzte Theologische Bedenken“ (1711). Spener był ojcem chrzestnym założyciela braci morawskich Nikolausa Ludwiga von Zinzendorf.
Zmarł 5 lutego 1705 w Berlinie. Uroczystość pogrzebowa odbyła się w kościele św. Mikołaja.

## Pia desideria
Główne dzieło Spenera „Pia desideria oder herzliches Verlangen nach gottgefälliger Besserung der wahren Evangelischen Kirche samt einigen dahin einfältig abzweckenden christlichen Vorschlägen” (pl. „Pia desideria – pobożne życzenia czyli serdeczne pragnienie Bogu się podobającej naprawy prawdziwego Kościoła ewangelickiego”) ukazało się 24 marca 1675 jako przedmowa do nowego wydania postylli Jana Arndta.
Echo tej przedmowy było tak szerokie, że Spener zdecydował się  wydać ją w osobnym wydaniu, które ukazało się 8 września 1675 i było rozszerzone o przedmowę i dwie opinie. Dzieło to podobno bazuje na pracach mistycznych spirytualistów jak np. Christiana Hoburga „Spiegel der Missbräuche beim Predigtamt”. Pogląd ten jednak jest sporny. Zostało ono podzielone na trzy części (dotyczy to tylko początkowej przedmowy do postylli): diagnoza, prognoza, terapia.
Polskie wydanie Pia desideria ukazało się w 2002 w przekładzie Małgorzaty Platajs w Wydawnictwie Augustana jako tom 5 serii Biblioteka Klasyki Ewangelickiej (ISBN 83-88941-35-6).

### Diagnoza: Potrzeba reform – „powszechny lament” „powszechna skarga”
Skarga składa się z dwóch punktów:
1. Spener ubolewał z powodu braku prawdziwej, żyjącej wiary, przede wszystkim w stanie duchownym.
2. Ubolewał nad konsekwencjami tego: przeszkoda nawrócenia dla Żydów i katolików.

### Prognoza – „Nadzieja poprawy w kościele”
Spener oczekiwał zupełnego i doskonałego kościoła tzn. nawrócenia Żydów jak również zniesienia kościoła katolickiego (podniesienia kościoła katolickiego). Rzuca się w oczy, że nie ma żadnego konkretnego opisu, lecz zaledwie operuje określeniami typu „lepszy”, „wspaniały”, „ błogosławiony”. Zwraca przy tym uwagę na przykład pierwszych chrześcijan, działanie Ducha Świętego, jak również na  biblijne obietnice. Zależy mu na tym, aby zmotywować swojego czytelnika do aktywnego udziału w nowych reformach.
Pod dwoma względami różni się tutaj jednak od luteranizmu:
1. nie chodzi mu o reformę instytucji kościoła, lecz wzmocnienie samej wiary,
2. oczekuje poprawy człowieka już dla doczesnego (ziemskiego) kościoła a nie dopiero dla przyszłego Królestwa Bożego.

### Terapia – „proste propozycje”
Program reform Spenera dzieli się na sześć propozycji. Pierwsze dwie wzorują się na Marcinie Lutrze, a cztery pozostałe na Janie Arndt.

#### „Słowo Boże  szerzyć bogacie między nami”
„Słowo Boże” stosuje Spener, jak już przed nim w luterańskiej ortodoksji, jako synonim Biblii.
Jego propozycja ma trzy kierunki :
1. Krytyka przymusowej perykopy, tzn. domaga się zastosowania wszystkich tekstów biblijnych do kazań,
2. Prywatne jak i publiczne bieżące czytanie Biblii (lectio continua) bez interpretacji do wzmocnienia jej znajomości,
3. Godziny biblijne do wykładania tekstów biblijnych; Spener nie stosuje tu jeszcze pojęcie Collegia pietatis.

#### „Podniesienie i pilne ćwiczenie duchowego kapłaństwa”
Jak już od reformacji wymagano, powinno zostać wzmocnione powszechne kapłaństwo wszystkich wierzących. Jednakże w publicznych imprezach powinien występować ordynowany ksiądz. W ostateczności jednak każdy wierzący może w tej roli wystąpić.

#### „Ludziom pilnie wmawiać, że chrześcijaństwo opiera się nie na wiedzy, lecz na praktyce”
Za wiedzą musi podążać czyn. Nie chodzi już tylko o prawdziwą naukę i prawdziwą wiarę, lecz także o odpowiednie postępowanie. W praktyce przejawia się to w miłości braterskiej i bliźniego.

#### „Jak zachowywać się w sporach religijnych”
Spory religijne nie są celem same w sobie, lecz mają na celu, błądzących doprowadzić do prawdy.
Powinny odbywać się w miłości i o wnoszonym wstawiennictwie. Także koniecznie należy chronić prawdę, nawrócenie jest wartościowsze niż intelektualne zwycięstwo.

Ponieważ intelektualne zrozumienie i przekonanie o jakiejś prawdzie na dłuższą metę nie jest jeszcze wiarą. […] Z tego wynika, że nigdy nie jest dość dyskusji, ani żeby prawdę o nas samych otrzymać, ani żeby ona jeszcze błądzących nauczyła. Lecz do tego jest konieczna święta miłość  Boga.

#### „Edukacja kaznodziejów na uniwersytetach”
Studia teologiczne są z dwóch względów do polepszenia:
1. Studenci powinni być wspierani w ich własnej wierze i należy im cały czas towarzyszyć. W tym celu profesorowie powinni świecić dobrym przykładem i stać się ich mentorami. Należy także na uniwersytetach założyć organizacje w stylu Collegia pietatis.
2. Powinny zostać poprawione zajęcia lekcyjne. Spener proponuje: wprowadzenie dyskusji akademickich, na których studenci słyszą inne punkty widzenia i sami mogą wyrobić sobie pogląd na dany temat.

#### „Przygotowanie kazań do podbudowania słuchaczy”
Kazania powinny być nie tylko retoryczne i estetyczne. Powinny także służyć wzmocnieniu „wewnętrznemu człowieka” i wzmocnieniu wiary.

## Collegia pietatis i ecclesiola in ecclesia
W centrum dociekań Spenera stoi pod jego wpływem ustalony konwentykiel – zgromadzenia w celu podbudowy wierzących poza nabożeństwami. Z biegiem czasu zmieniły się  postać, znaczenie i nazwa. Początkowo mówi o exercitium pietatis (ćwiczenie pobożności), w lipcu 1675 w pewnym liście pojawia się pojęcie „ecclesiola in ecclesia“ (kościółek w kościele) a dopiero od 1677 mówi o  Collegia pietatis (pobożne zgromadzenie).
Od lata 1670 mała grupa mężczyzn spotykała się w gabinecie Spenera celem osobistego podbudowania: exercitium pietatis (ćwiczenie pobożności). Czynili to z  pobudek osobistych a nie z inicjatywy Spenera. Ale jak do tego doszli?
W październiku 1669 głosił kazanie na temat świętości niedzieli i po raz pierwszy pojawiło się tam określenie ćwiczenie pobożności. Jednakże to nie stało się chyba bodźcem do tego. Pierwsza reakcja Spenera na założenie takiego koła był bardzo zachowawcza, ale propozycja ta odwoływała się do jego kazania.
Impuls przyszedł bardziej z zewnątrz. Już w innych miejscach podobne zgromadzenia powstały np. u zreformowanego  Jeana de Labadie. W tym środowisku doszło do separacji, a tego chciał Spener w każdym razie uniknąć. Jedynie na tej podstawie podjął wątek i zaprosił mężczyzn m.in. Johanna Jakoba Schütza do siebie, na parafię, ale jako warunek była jego obecność podczas tych spotkań. Całą tę akcję należy chyba zawdzięczać wpływom Schütza, który tę myśl wyniósł z pism Labadie'sa.
Spotkania odbywały się dwa razy w tygodniu, każdorazowo po godzinach modłów. Był to zamknięty krąg do podbudowy i do „świętej przyjaźni”. Spener wygłaszał modlitwę i odczytywał  budujące książki. Ostatecznie pozwalał na wolną wymianę poglądów, ale według reguły: żadnej dyskusji bez związku z pobożnością, tylko do podbudowania, nie mówić o nieobecnych i urazy tylko publicznie wymieniać.
Krąg urósł z początkowych pięciu mężczyzn do około dwudziestu końcem 1670. Do 1675 w spotkaniach brało już udział 50 członków. Idea „świętej przyjaźni” nie dała się dalej realizować. Była to pierwsza z czterech zmian przed powstaniem  Pia desideria. Stało się konieczne, aby przeciwdziałać podejrzeniom o separatyzm. Tylko tak mógł zostać zmieniony zakaz Collegia. Teraz mógł brać udział każdy. Schütz przeciwnie nie podporządkował się i znalazł nowy dom wśród pietystów w Saalhof.
Drugą zmianą było otwarcie kręgu także dla nie-akademików i dla kobiet, później także dla katolików i wiernych z Kościoła reformowanego.
Trzecia zmiana dotyczyła lektur. Lektury służące podbudowaniu zostały szybko przeczytane. Najpóźniej od 1674 czytało się z Biblii. Przez co forma zgromadzeń została osiągnięta, taka jaka znajdowała się w Pia desideria. Już tu wyraźnie widać, że rzeczywistość wyprzedzała ideę.
Najbardziej zaważyła zmiana znaczeniowa i wprawdzie niezależne od zmiany postaci, chociaż właśnie ta zmiana była rzeczową przesłanek, jednakże nie przyczyną. Początkowo exercitium pietatis było czystym spotkaniem w celach podbudowania. Z ukazaniem się Pia desideria zgromadzenia służą wyższemu celowi, a mianowicie jako główny instrument trwających reform. Spener rozpoznał w tych zebraniach użyteczny wehikuł.
Uznaje to jako odwołanie do przykładu spotkań apostolskich według listu 1 Pawła do Koryntian rozdz. 14: zgromadzenie, które nie jest kształtowane przez jednego prowadzącego, lecz przez udział wielu uzdolnionych. Późniejsze argumentowanie tego przez trzecią formę mszy Marcina Lutra jest jednakże pomyłką. Ponieważ Luter rozumiał przez trzecią formę nabożeństwo z podawaniem sakramentu „dla tych, którzy z powagą chrześcijanami chcą być”, zatem żadne dodatkowe spotkanie. Także sam  Luter nie powiązał tej formy z  listem 1 Pawła do Koryntian rozdz. 14. To połączenie tłumaczone jest przez błąd paginacji. Spener użył wydania Lutra z Altenburga. Tam w spisie treści pod listu 1 Pawła do Koryntian rozdz. 14 fałszywie wskazuje na przedmowę Lutra do mszy. Wsteczne spojrzenie na miejsce Biblii w zebraniach z konwentyklem można powiązać z lekturą Labadiesa, ewentualnie z Schützem.
Pojęcie Collegia pietatis używa Spener dopiero od 1677. Treściowo myśli jeszcze o zebraniu „pobożnych” wokół Biblii i modlitwy – pierwotna forma dzisiejszych Hauskreise. Określa właśnie tę specjalną formę, która rozwinęła się w następnych latach. W związku z rosnącą liczbą członków zebrania odbywały się w kościele św.Pawła. W wielu miejscach powstawały teraz te Collegia. Nie zawsze miały opiekę księdza.

### Stosunek Collegia pietatis do ecclesiola in ecclesia
Od lipca 1675 – jako czasie między  Pia desideria a przedmową do postylli – używa Spener wyrażenia „ecclesiola in ecclesia“. W przedmowie do odrębnego wydania przedmowy do postylli unika Spener, świadomie lub nieświadomie, tego terminu. Wydaje się, jakby „ecclesiola in ecclesia“ od początku zawierała zasadę z Pia desideria, Collegia pietatis są natomiast tylko zrealizowanymi formami. Ecclesiola jest tylko wyższym pojęciem, którego zrealizowane formy także można znaleźć. Leżącą u podstaw zasadą jest zbieranie i wzmacnianie pobożności – kościelnej formy od środka na zewnątrz.
Markus Matthias wie również jak odróżnić Collegia pietatis od ecclesiola, tej ostatniej przypisuje jednak bardzo dobre własne konkretne formy. Były one organizacjami w formie w prywatnym kręgu. Tu podbudują się poszczególne jednostki, aby ta z kolei mogła pozyskać osoby z zewnątrz.
Ecclosiole były ukierunkowane na nowo przybyłych, Collegia natomiast na podbudowanie. Jednak tej różnicy nie zauważa się przy bliższej obserwacji.
Prawdą jest, że zgromadzenia te przeprowadziły zmianę, jeszcze nim ona została wzmiankowana w  Pia desideria, jako instrument do reformy kościoła (a przez to także do pozyskania nowych wyznawców). Znalazły już swoją postać przed ideą reform i były chętnie widzianym narzędziem do zastosowania. Przy tym rozwinęła się zewnętrzna forma, wewnętrzny cel ecclesiola został zachowany.

### Dalsze formy ecclesiola
W okresie drezdeńskim Spener nie realizował żadnego  Collegia pietatis. Już w mowie pożegnalnej we Frankfurcie umieścił, że nie osiągnął przez to celu. Coraz większy nacisk kładł na pracę z katechizmem jako inną realizacją formy ecclesiola. Jako kolejny powód było zaproponowanie publicznego i domowego czytania Biblii, co już zabrzmiało w Pia desideria.
Tutaj jest rozróżnianie między ilościowym a jakościowym  czytaniem Biblii:
1. ilościowe – każdy chrześcijanin (nie tylko ojcowie rodzin) powinien przeczytać całą Biblię,
2. jakościowe – każdy tekst w zgromadzeniu należy wykorzystać i we własnym życiu zastosować. Przeniesienie z nauki na życie uchodzi za charakterystykę pietyzmu.

## Dzieła (wybrane)
Speners Katechismus-Erklärung. Missionsverlag, Bielefeld 1984, ISBN 3-929602-02-4.
Pia desideria – Umkehr in die Zukunft. Brunnen Verlag, Gießen 1995, ISBN 3-7655-9065-7.
Die Werke Philipp Jakob Speners. Brunnen Verlag, Gießen 2000ff, ISBN 3-7655-9401-6.